# Gmina Bircza
Die Gmina Bircza ist eine Stadt-und-Land-Gemeinde im Powiat Przemyski der Woiwodschaft Karpatenvorland in Polen. Ihr Sitz ist die gleichnamige Stadt mit etwa 1000 Einwohnern, die zum 1. Januar 2024 ihr Stadtrecht zurückerhielt.

## Gliederung
Zur Stadt-und-Land-Gemeinde (gmina miejsko-wiejska) Bircza gehören folgende 24 Dörfer mit einem Schulzenamt:
Bircza
Boguszówka
Borownica
Brzeżawa
Brzuska
Huta Brzuska
Jasienica Sufczyńska
Jawornik Ruski
Korzeniec
Kotów
Kuźmina
Leszczawka
Leszczawa Dolna
Leszczawa Górna
Lipa
Łodzinka Górna
Malawa
Nowa Wieś
Roztoka
Rudawka
Stara Bircza
Sufczyna
Wola Korzeniecka
Żohatyn
Weitere Orte der Gemeinde sind Dobrzanka, Krajna, Łodzinka Dolna und Łomna.

## Sonstiges
- Die ehemalige Mikwe in Bircza ist heute ein Wohnhaus.